# 410 (số)
410 (bốn trăm mười) là một số tự nhiên ngay sau 409 và ngay trước 411.